# Parafia św. Ojca Pio z Pietrelciny w Poznaniu
Parafia pw. Świętego Ojca Pio z Pietrelciny w Poznaniu – parafia rzymskokatolicka znajdująca się w archidiecezji poznańskiej w dekanacie Poznań-Winogrady. Mieści się przy ulicy Wańkowicza. Parafia liczy 4900 wiernych (październik 2013), jednak okoliczne osiedla dynamicznie się rozbudowują.
Parafię erygował 29 lutego 2004 arcybiskup Stanisław Gądecki. Wydzielono ją z podolańskiej parafii Matki Bożej Pocieszenia. Pierwsza msza została jednak odprawiona już 14 września 2003 przy krzyżu zlokalizowanym w miejscu obecnego kościoła. Z czasem wybudowano blaszany barak (z materiałów rozbiórkowych), imitujący świątynię, a potem z terenów Karolina pozyskano barak biurowy, który przystosowano do celów kultu i oddano do użytku 29 lutego 2004. Jednocześnie rozpoczęto budowę nowego kościoła. Od roku 2013 parafia użytkuje kościół przy ulicy Wańkowicza.
Pierwszym proboszczem był (i jest dotąd) ks. Andrzej Herkt. Pierwszym wikariuszem był ks. Paweł Froelich, od 2013 roku był nim ks. Mikołaj Konarski, od 2014 roku ks. Tomasz Matuszak, od 2017 roku ks. Jarosław Trojan, od 2020 roku ks. Łukasz Łukasik, od 2024 roku ks. Michał Szymandera.  
Obszar parafii obejmuje Strzeszyn Grecki, częściowo Literacki i Osiedle Wojskowe.

## Przypisy

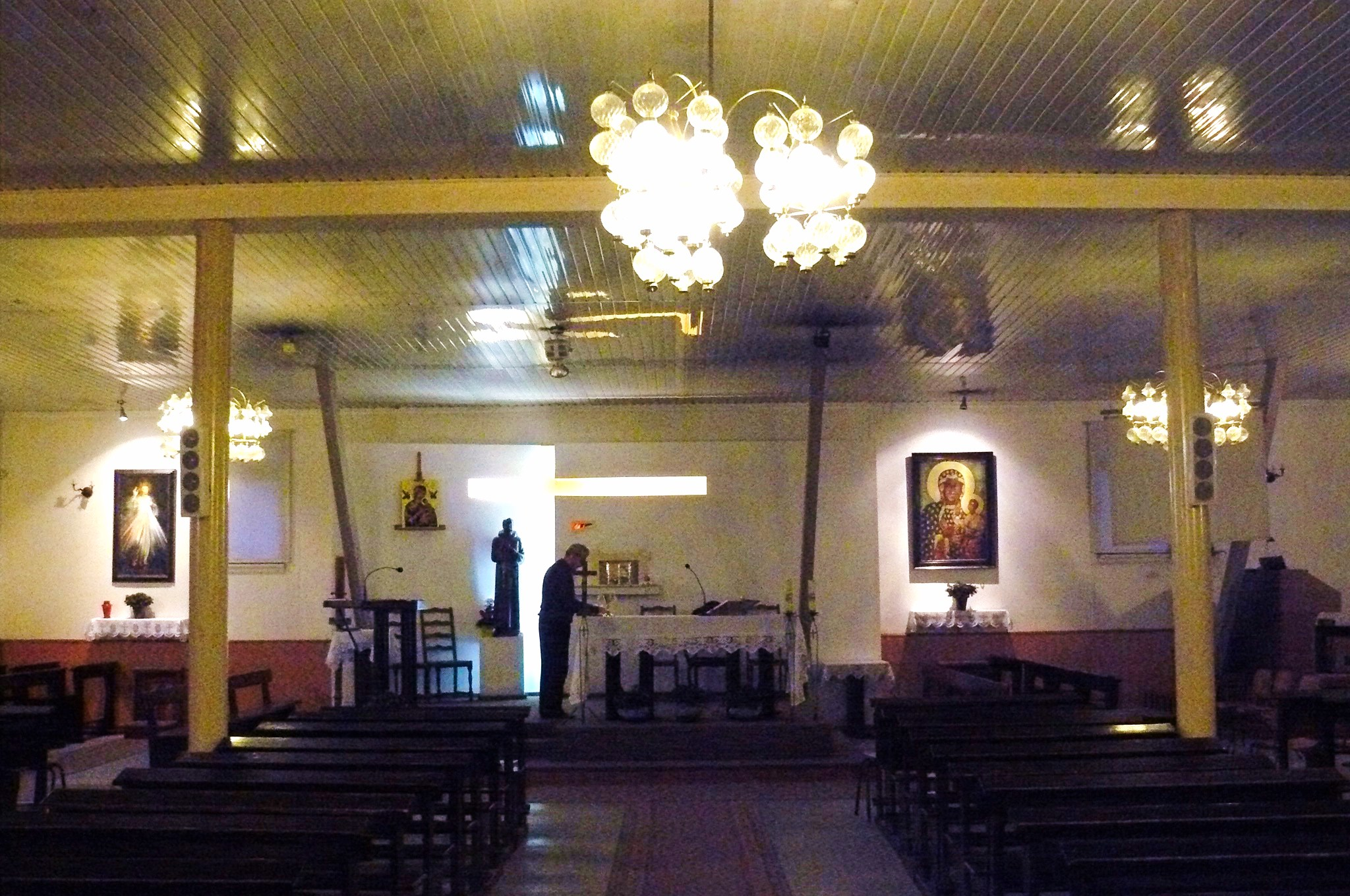
Wnętrze kaplicy w baraku

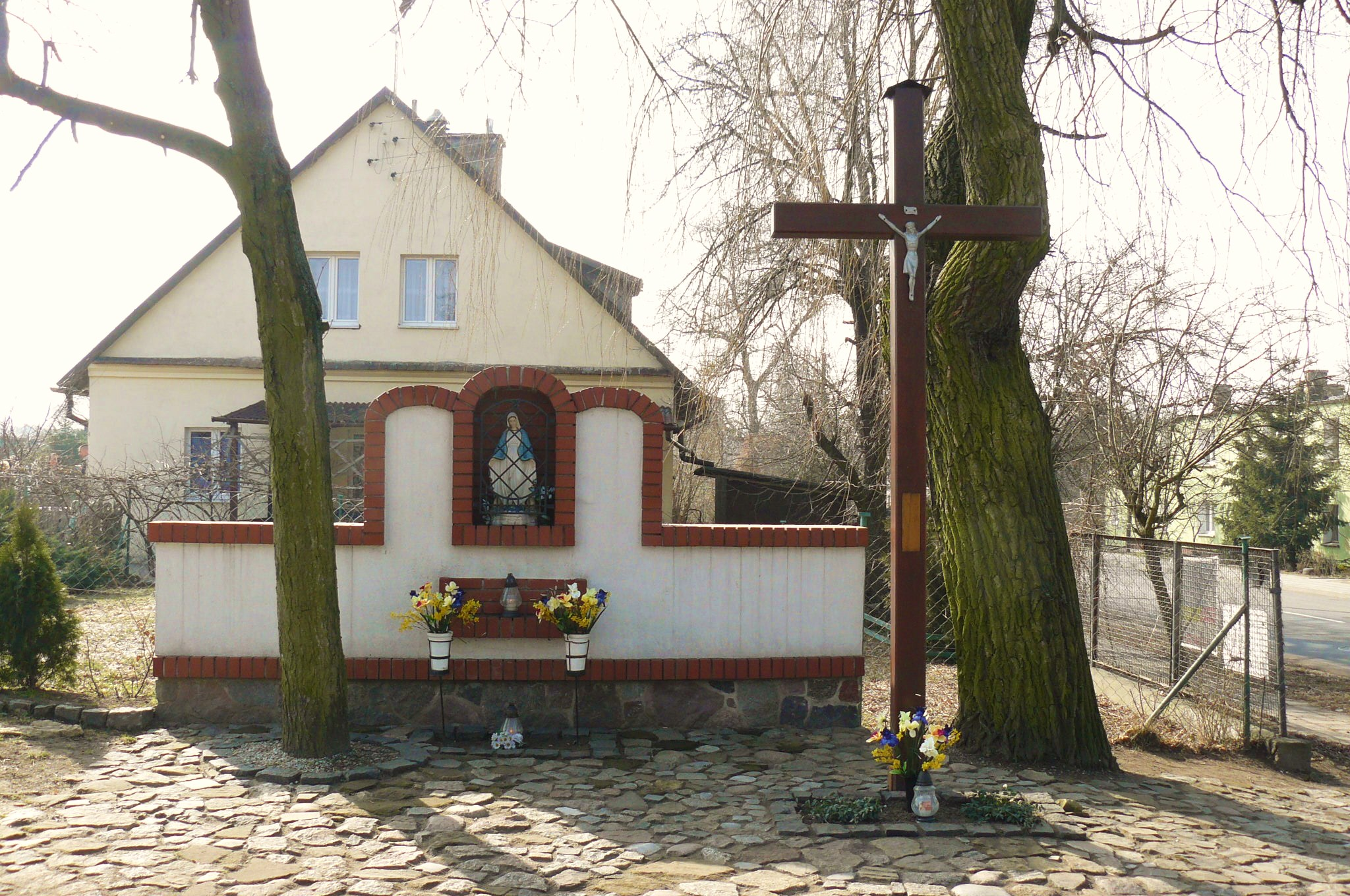
Kapliczka przy skrzyżowaniu ulicy Krajeneckiej i Biskupińskiej